# Liste der märkischen Fußballmeister 1902–1911

FC Tasmania Rixdorf
3-mal Märkischer Fußballmeister

Die Liste der märkischen Fußballmeister umfasst alle Meister des Märkischen Fußball-Bunds (MFB) der Jahre 1902 bis 1911.
Am 24. August 1901 wurde der Verband unter dem Namen Freien Berliner Fußball-Vereinigung gegründet, 1902 erfolgte die Umbenennung zu Berliner Fußball-Vereinigung und kurz darauf zu Märkischer Fußball-Bund. In den beiden ersten Saisons wurden insgesamt 3 Diplomserien und eine regionale Gauliga ausgetragen, die Gaumeister trafen dann in einer Endrunde aufeinander um den märkischen Fußballmeister zu ermitteln. Zur Saison 1904/05 gab es dann eine eingleisige obere Liga. 1906 war erstmals ein Verein des MFB für die deutsche Fußballmeisterschaft qualifiziert. 1907 und 1908 gab es ein Entscheidungsspiel zwischen dem Meister des MFB und dem Meister des Verbandes Berliner Ballspielvereine (VBB) um die Teilnahme an der deutschen Fußballmeisterschaft. Beide Spiele verloren die Mannschaften des MFB. 1909 weigerte sich der VBB, einen Teilnehmer zu stellen, so dass der Meister des MFB für die deutsche Fußballmeisterschaft qualifiziert war. 1910 und 1911 durften wieder die Fußballmeister beider Verbände an der DFB-Meisterschaft teilnehmen.
Am 29. April 1911 wurde durch den Zusammenschluss der Verbände Märkischer Fußball-Bund (MFB), Verband Berliner Ballspielvereine (VBB) und Verband Berliner Athletik-Vereine (VBAV) der Verband Brandenburgischer Ballspielvereine gegründet.

## Märkische Fußballmeister 1902–1911
| Jahr    | Märkischer Meister                                                                 | Abschneiden deutsche Meisterschaft  | Deutscher Meister                   |
| ------- | ---------------------------------------------------------------------------------- | ----------------------------------- | ----------------------------------- |
| 1901/02 | BTuFC Rapide 1893 (Diplomspiele Serie I) BFC Vorwärts 1890 (Diplomspiele Serie II) | keine deutsche Fußballmeisterschaft | keine deutsche Fußballmeisterschaft |
| 1902/03 | BFC des Nordens 1898 (Diplomspiele Serie III) BFC Vorwärts 1890 (Gauliga)          | keine Teilnahme                     | VfB Leipzig                         |
| 1903/04 | Weißenseer FC                                                                      | keine Teilnahme                     | kein Meister                        |
| 1904/05 | BTuFC Alemannia 1890                                                               | keine Teilnahme                     | BTuFC Union 1892                    |
| 1905/06 | BFC Norden-Nordwest 1898                                                           | Viertelfinale                       | VfB Leipzig                         |
| 1906/07 | BTuFC Alemannia 1890                                                               | Qualifikation Berlin                | Freiburger FC                       |
| 1907/08 | SV Norden-Nordwest 1898                                                            | Qualifikation Berlin                | BTuFC Viktoria 1889                 |
| 1908/09 | FC Tasmania Rixdorf                                                                | Viertelfinale                       | Karlsruher FC Phönix                |
| 1909/10 | FC Tasmania Rixdorf                                                                | Halbfinale                          | Karlsruher FV                       |
| 1910/11 | FC Tasmania Rixdorf                                                                | Viertelfinale                       | BTuFC Viktoria 1889                 |

## Rekordmeister
Rekordmeister sind der BFC/SV Norden-Nordwest (mit Vorgänger BFC des Nordens) und der FC Tasmania Rixdorf, die den Titel je drei Mal gewinnen konnten.
|  | Verein                           | Titel | Jahr             |
|  | -------------------------------- | ----- | ---------------- |
|  | BFC des Nordens, Norden-Nordwest | 3     | 1903, 1906, 1908 |
|  | FC Tasmania Rixdorf              | 3     | 1909, 1910, 1911 |
|  | BFC Vorwärts 1890                | 2     | 1902, 1903       |
|  | BTuFC Alemannia 1890             | 2     | 1905, 1907       |
|  | BTuFC Rapide 1893                | 1     | 1902             |
|  | Weißenseer FC                    | 1     | 1904             |